# هو جونغ مو
هو يونغ مو بالكورية 허정무 (مواليد 13 يناير 1955 في جيندو) لاعب كرة قدم كوري جنوبي معتزل وحاليا مدرب منتخب كوريا الجنوبية. وقد كان في السابق يلعب مع في مركز الوسط ولعب مع منتحب بلاده بطولة كأس العالم لكرة القدم 1986 في المكسيك.

## روابط خارجية
- هو جونغ مو على موقع الاتحاد الدولي (مؤرشف)  (الإنجليزية)
- هو جونغ مو على موقع دوري كوريا الجنوبية (الإنجليزية)
- هو جونغ مو على موقع قاعدة بيانات كرة القدم.إي يو (الإنجليزية)
- هو جونغ مو على موقع ناشيونال فوتبول تيمز (الإنجليزية)
- هو جونغ مو على موقع عالم كرة القدم.نت (الإنجليزية)
- هو جونغ مو على موقع كووورة
- هو جونغ مو على موقع أوليمبيديا (الإنجليزية)